# Graniittitalo
L'immeuble de granite (finnois : Graniittitalo) est un bâtiment commercial construit dans le quartier de Kamppi au centre d'Helsinki en Finlande.

## Description
Il est situé dans la rue salomonkatu entre le Tennispalatsi et l'Hôtel Presidentti. 
À sa proximité le Centre commercial de Kamppi est ouvert depuis 2005.
La construction du Graniittitalo conçu par Heikki et Kaija Siren est terminée en 1982. 
Le bâtiment a abrité le Grand magasin Anttila (fi), quelques boutiques et des bureaux d'entreprises. 
La surface du bâtiment est de 26 058 m2. 
Il est la propriété de la société Ilmarinen oy et est géré par Ovenia.